# 広島県道271号八木広島線
広島県道271号八木広島線（ひろしまけんどう271ごう やぎひろしません）は、広島県広島市安佐南区から広島市東区にいたる一般県道である。

## 概要
広島市安佐南区八木5丁目から広島市東区戸坂惣田1丁目にいたる。高瀬堰の堰の真上を通る。

### 路線データ
- 起点：広島市安佐南区八木5丁目（高瀬堰入口交差点、国道54号交点）
- 終点：広島市東区戸坂惣田1丁目（戸坂惣田1丁目3番交差点、広島県道37号広島三次線上）
- 総延長：2.9 km

## 路線状況

### 重複区間
- 広島県道37号広島三次線（広島市安佐北区口田南1丁目・弘住神社前交差点 - 広島市東区戸坂惣田1丁目・戸坂惣田1丁目3番交差点（終点））

### 道路施設

#### 橋梁
- 高瀬大橋（太田川、広島市安佐南区 - 広島市安佐北区）

## 地理

### 通過する自治体
- 広島県
  - 広島市（安佐南区 - 安佐北区 - 東区）

### 交差する道路
| 交差する道路                                          | 市町村名 | 市町村名 | 交差する場所  | 交差する場所                  |
| ----------------------------------------------------- | -------- | -------- | ------------- | ----------------------------- |
| 国道54号 国道183号 重複 国道191号 重複 国道261号 重複 | 広島市   | 安佐南区 | 八木5丁目     | 高瀬堰入口交差点 / 起点       |
| 広島県道459号矢口安古市線                             | 広島市   | 安佐北区 | 口田2丁目     | 安佐大橋（東）交差点          |
| 広島県道37号広島三次線 重複区間起点                   | 広島市   | 安佐北区 | 口田南1丁目   | 弘住神社前交差点              |
| 広島市道中筋温品線未供用                              | 広島市   | 安佐北区 | 口田南1丁目   |                               |
| 広島県道37号広島三次線 / 小田旧道                     | 広島市   | 安佐北区 | 口田南1丁目   | 下小田バス停前交差点          |
| 広島県道37号広島三次線 重複区間終点                   | 広島市   | 東区     | 戸坂惣田1丁目 | 戸坂惣田1丁目3番交差点 / 終点 |

### 沿線
- 高瀬堰
- JR西日本芸備線 安芸矢口駅